# Garrett Hartley

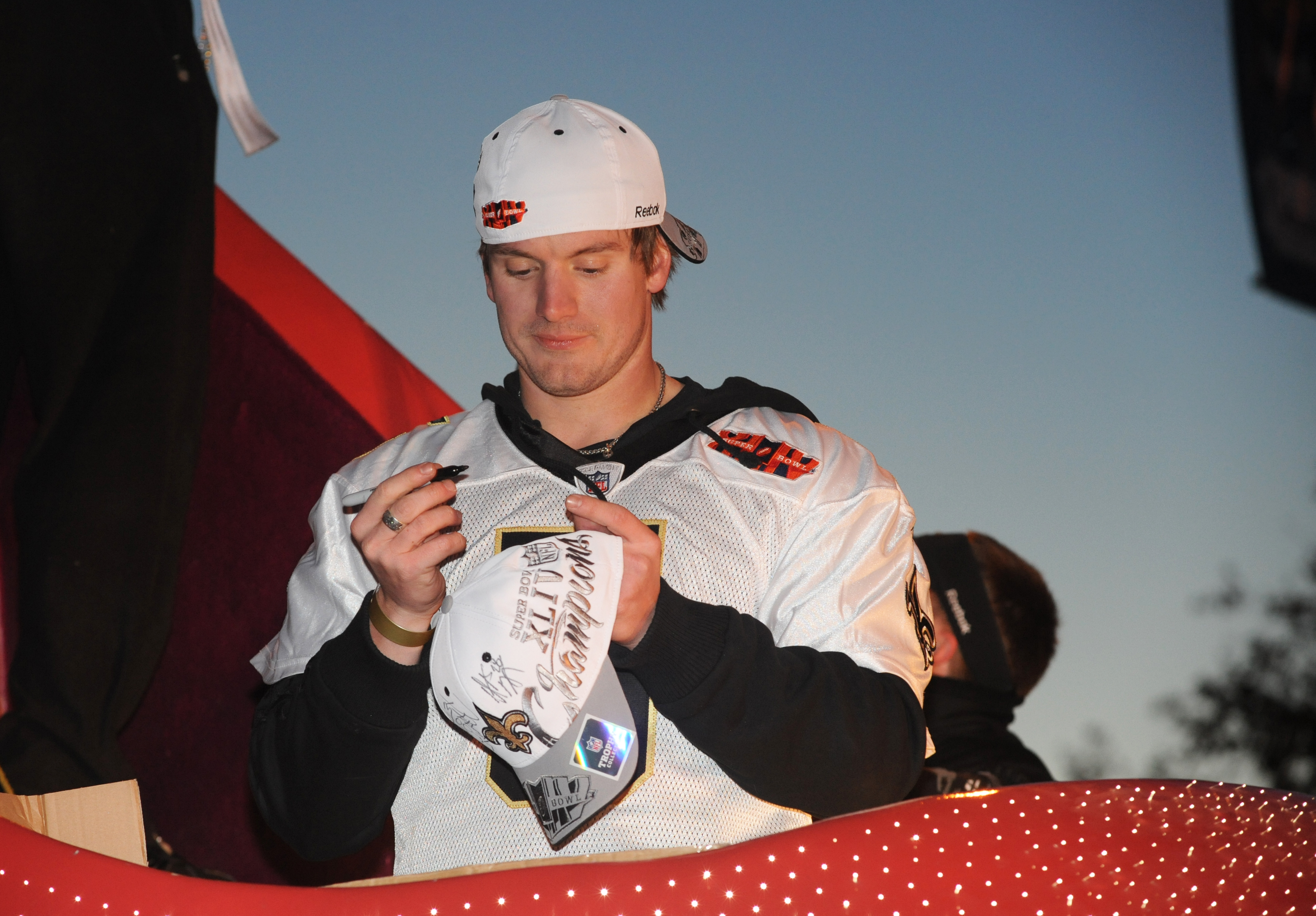
Imagem do Jogador de futebol americano estadunidense Garrett Hartley.

Garrett Hartley é um jogador profissional de futebol americano estadunidense que foi campeão da temporada de 2009 da National Football League jogando pelo New Orleans Saints.